# Bahnhof Fischbach (b Nürnberg)
Der Bahnhof Fischbach (b Nürnberg) ist ein ehemaliger Bahnhof und heutiger S-Bahn-Haltepunkt in Nürnberg. Er liegt an der Bahnstrecke Nürnberg–Feucht und befindet sich am Nordrand des Stadtteils Altenfurt an der Überführung über die Löwenberger Straße. Er verfügt über zwei Gleise mit je einem 145 m langen und 96 cm hohen Seitenbahnsteig. Zur Infrastruktur gehören ferner ein P+R-Parkplatz mit 58 sowie ein Fahrradunterstand mit 30 Stellplätzen. Der Haltepunkt wird von der S-Bahn-Linie S3 (Nürnberg – Altdorf) bedient und im Stadtverkehr von den Buslinien 54, 56, 57, 59 und 96 angefahren.

## Geschichte

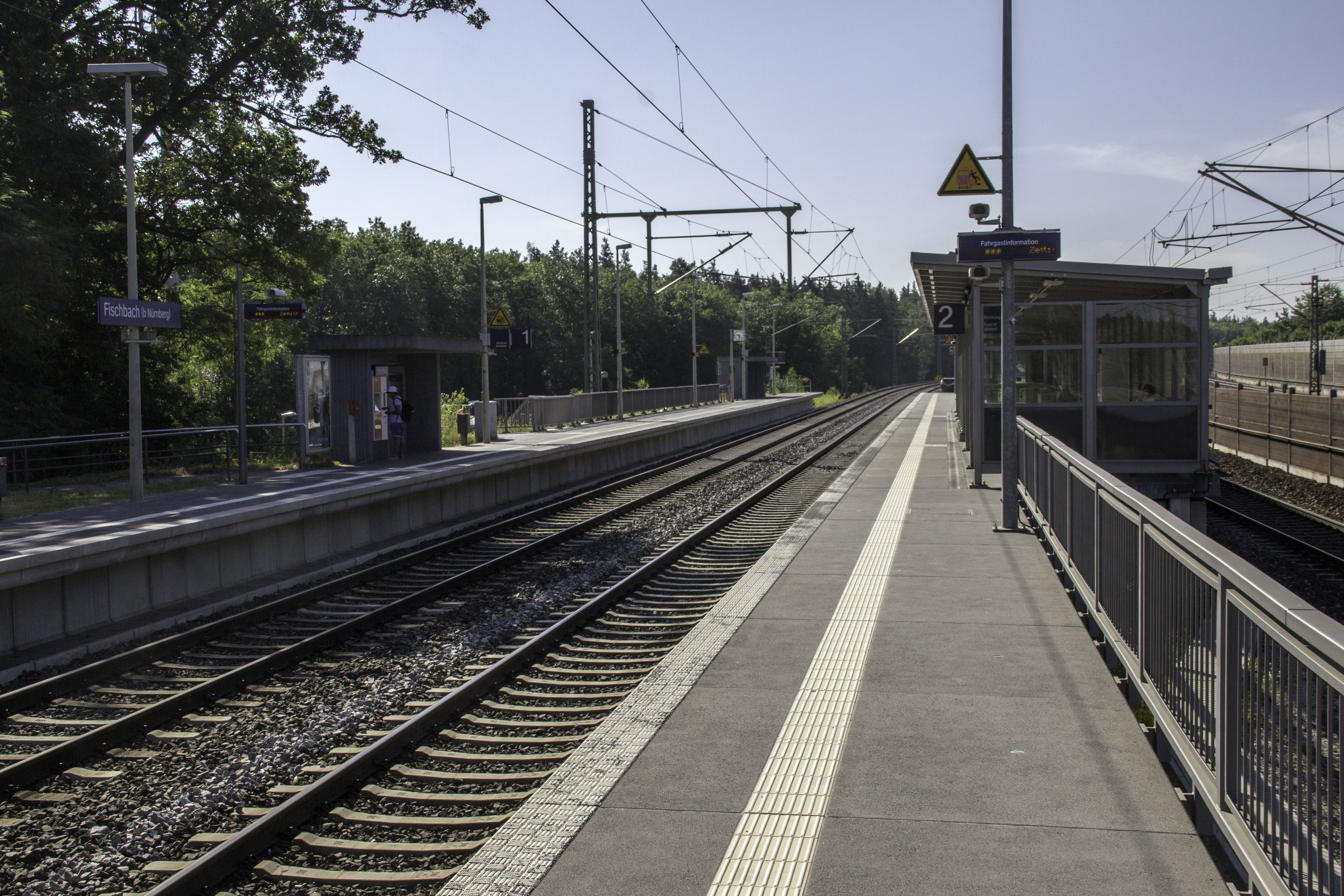
Blick vom Gleis 2 stadtauswärts

### Erster Bahnhof von 1896
Der Haltepunkt wurde am 30. Mai 1896 durch die Königlich Bayerischen Staatseisenbahnen eröffnet. Er liegt an der Bahnstrecke Nürnberg–Regensburg, die in dem Abschnitt bis Neumarkt bereits seit 1871 in Betrieb war.

### Umbau 1940
Der erste Umbau wurde im Zuge der Bauarbeiten für das Reichsparteitagsgelände und der daraus folgenden Anbindung der südlichen Ringbahnzufahrt an den Bahnhof Fischbach durchgeführt. Die Bahnhofsanlagen bestanden ab 1940 aus einem Hausbahnsteig sowie einem zusätzlichen Mittelbahnsteig. Neben dem Empfangsgebäude von 1896 wurde ein weiteres und wesentlich größeres gebaut.

### S-Bahnsteig 1992
Für die ab 1988 entstehende zweite S-Bahn-Linie der S-Bahn Nürnberg wurden die bisherigen Anlagen stillgelegt und ein neuer Seitenbahnsteig auf der Brücke über die Löwenberger Straße errichtet, der am 22. November 1992 in Betrieb genommen wurde. Im Zuge der Bauarbeiten für die Schnellfahrstrecke Nürnberg–Ingolstadt wurde der nicht mehr genutzte alten Mittelbahnsteig abgetragen, da die Ein- und Ausfädelung der Gütergleise zum Rangierbahnhof baulich angepasst werden musste.

### Zweiter S-Bahnsteig 2010
Für die S-Bahn nach Neumarkt, die am 12. Dezember 2010 den Betrieb aufnahm, sollte der bisher vor dem Haltepunkt beginnende eingleisige Abschnitt zur Kapazitätssteigerung zweigleisig ausgebaut und ein weiterer Seitenbahnsteig für die dann im Richtungsverkehr befahrenen Gleise errichtet werden. Die Bauarbeiten dafür begannen nach Abschluss der Planungen im Frühjahr 2009, die provisorische Inbetriebnahme des Bahnsteigs am zukünftigen Streckengleis Richtung Feucht erfolgte am 31. Mai 2010. Die bis zur Betriebsaufnahme der S3 (Nürnberg – Neumarkt) im Dezember 2010 vorgesehene Erneuerung und Wiederinbetriebnahme des bestehenden Bahnsteigs am Richtungsgleis Nürnberg erfolgte mit dem nachgeholten zweigleisigen Ausbau zwischen Fischbach und Feucht zum 18. April 2011, die Nachrüstung des vorgesehenen Aufzugs am neuen Bahnsteig verzögerte sich. Streit gibt es zwischen der Stadt Nürnberg und der Deutschen Bahn über die Kostenaufteilung für einen von der Stadt gewünschten zweiten Zugang von der Ostseite der Löwenberger Straße.

## Empfangsgebäude

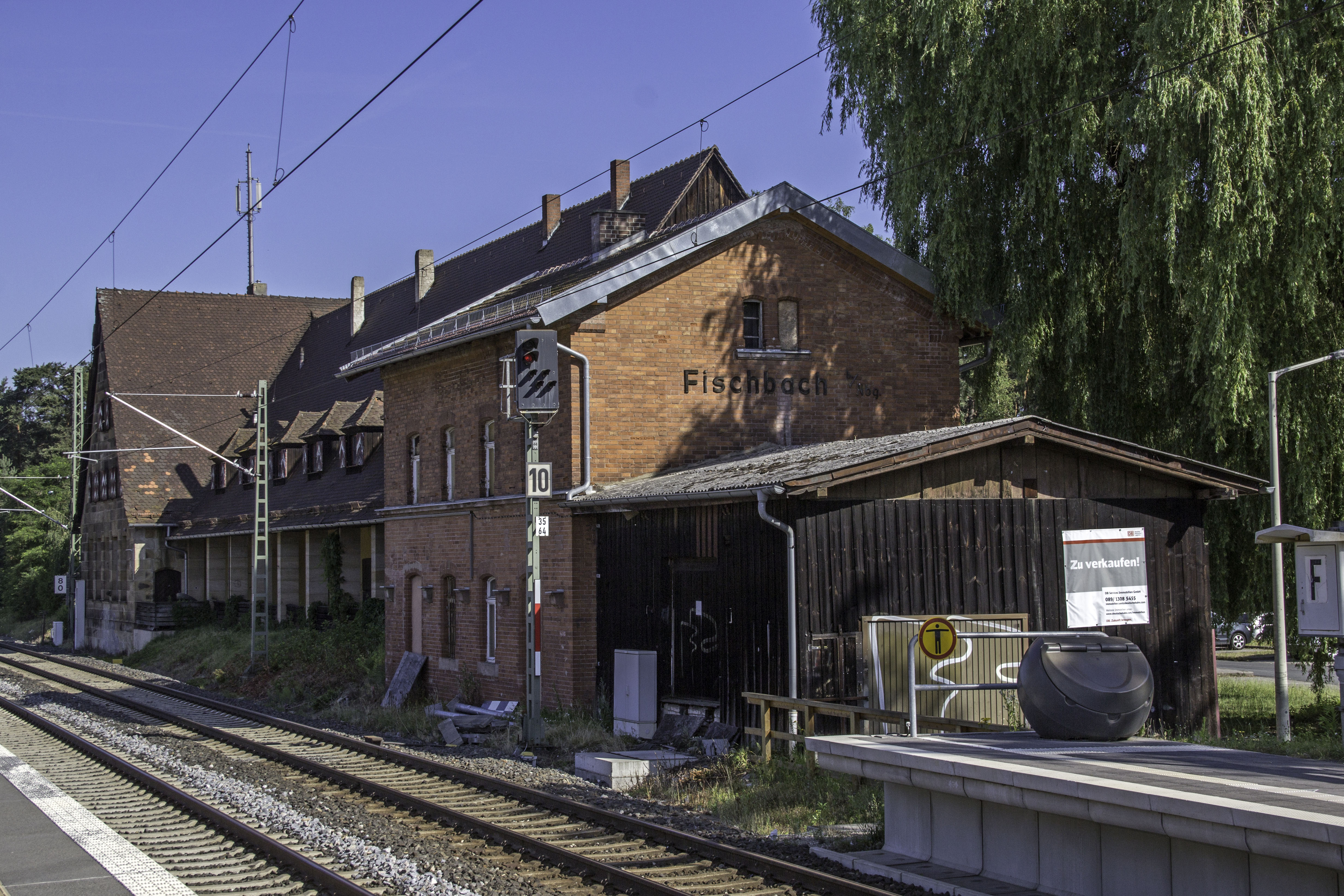
Die Bahnhofsgebäude von 1896 (vorne) und 1940 (hinten)

Das ursprüngliche Bahnhofsgebäude wurde zur Inbetriebnahme des Haltepunkts Ende des 19. Jahrhunderts erbaut und ist ein zweigeschossiger Backsteinbau, er hat ein Satteldach. Um 1940 wurde ein großer zweiteiliger Neubau daneben errichtet. Das Hauptgebäude ist ein giebelständiger Sandsteinbau mit Steilsatteldach, angebaut ist ein traufständiger Sandsteinbau mit Satteldach und einer zur Gleisseite offenen Pfeilerhalle. Beide Steildächer haben Fenstergauben. Die beiden Empfangsgebäude sind bis heute erhalten und stehen unter Denkmalschutz. Sie liegen heute abseits der Bahnsteige und werden nicht mehr für Bahnzwecke genutzt.

## Verbindungsübersicht
| Linie | Strecke | Takt                                                                 |
| ----- | --- | -------------------------------------------------------------------- |
| S3    | Nürnberg Hbf – Nürnberg-Dürrenhof – Nürnberg-Gleißhammer – Nürnberg-Dutzendteich – Nürnberg Frankenstadion – Fischbach (Nürnberg) – Feucht – Feucht-Moosbach – Winkelhaid – Ludersheim – Altdorf West – Altdorf Stand: Fahrplanwechsel Dezember 2023 | 20/40 min 20 min (HVZ und Nürnberg–Feucht montags–freitags tagsüber) |